# Étage circalittoral
L'étage circalittoral appelé également étage sublittoral, correspond à la partie basse de la zone photique, la partie du littoral qui est la plus profonde et presque entièrement dans l'obscurité. Cet étage commence là où les algues photophiles (qui aiment la lumière) se font rares, jusqu’à la profondeur où les algues sciaphiles (qui ont besoin de très peu de lumière) disparaissent. Il se caractérise par la présence des algues brunes de la famille des fucales.
Cette profondeur varie beaucoup en fonction de la turbidité. Ces chiffres sont à considérer comme un ordre de grandeur, mais avec une valeur moyenne de 35 mètres (±5 m) comme limite supérieure, la limite inférieure, beaucoup plus élastique, fluctue de 100 à 200 mètres. Cette dernière correspond à peu près au rebord du plateau continental.